# Autriche au Concours Eurovision de la chanson 2024
L'Autriche est l'un des trente-sept pays participants au Concours Eurovision de la chanson 2024 qui se déroule à Malmö en Suède. Le pays est représenté par Kaleen et sa chanson We Will Rave.

## Sélection interne

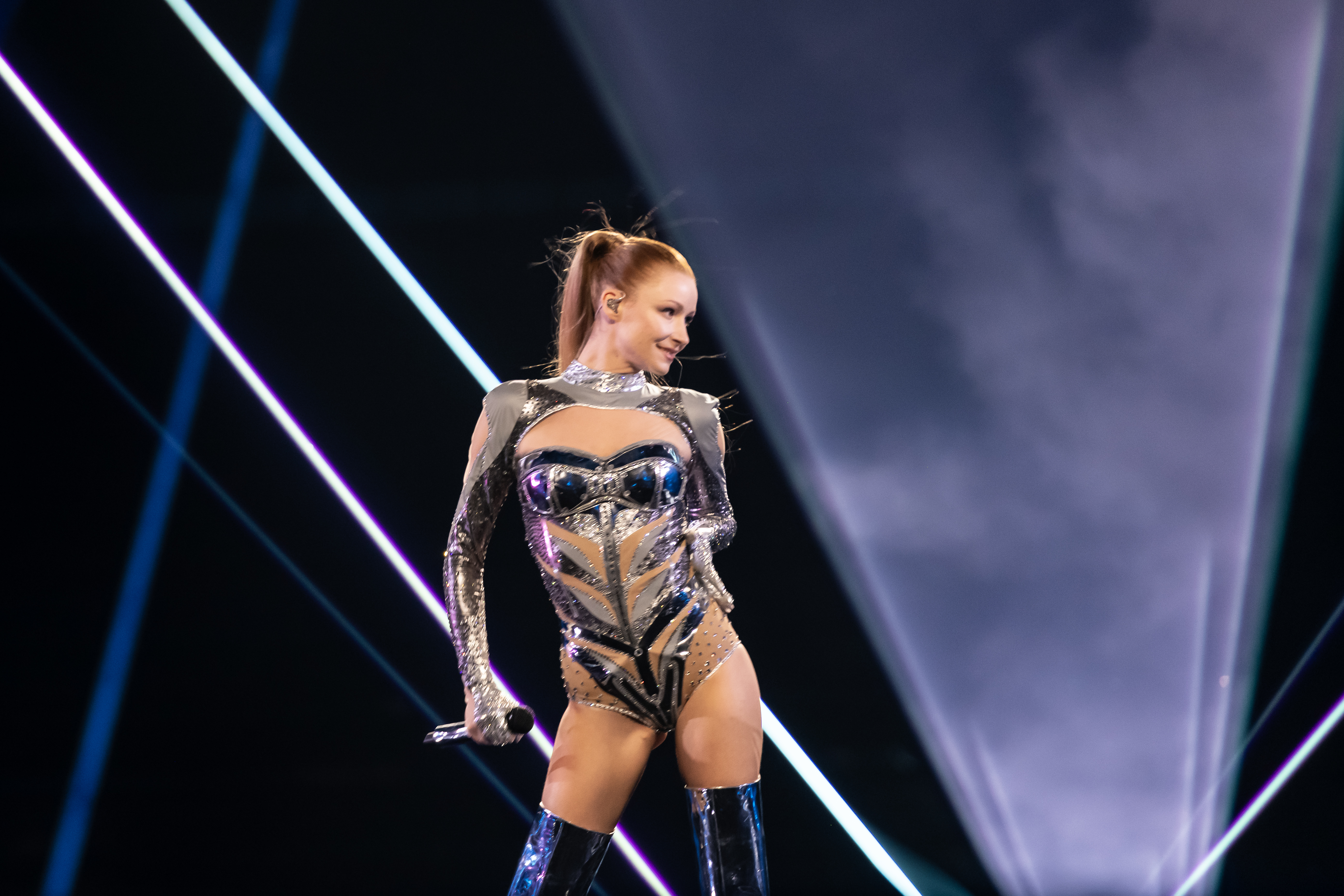
Autriche : Kaleen - "We Will Rav"

Le 14 juin 2023, le diffuseur autrichien ORF confirme sa participation à l'Eurovision 2024 et sa directrice des programmes, Stefanie Groiss-Horowitz, annonce dans la foulée que la sélection du représentant se fait de nouveau par une sélection interne. La période de soumission de candidatures s'ouvre en juillet 2023 et dure jusqu'au 30 septembre 2023,. Au terme de cette période, plus de soixante candidatures sont reçues. Un comité d'experts, dirigé par Eberhard Forcher, est chargé de présélectionner quatorze artistes. Les quatorze chansons sont ensuite évaluées par un jury de 25 membres et par six clubs de fans de l'Eurovision lors d'une audition. Au début du mois de septembre 2023, le directeur des divertissements de l'ORF, Martin Gastinger, évoque la possibilité d'organiser une finale nationale ou un vote public en ligne parmi les finalistes présélectionnés plutôt qu'une sélection entièrement interne, mais cette possibilité est abandonnée pour des « raisons juridiques ». Le 16 janvier 2024, au cours de l'émission Ö3-Wecker, il est finalement annoncé que Kaleen remporte la sélection interne et est sélectionnée pour représenter le pays à l'Eurovision 2024. Elle a déjà une expérience du concours, ayant travaillé comme chanteuse, danseuse, directrice créative et chorégraphe pour différents pays depuis 2018. La chanson avec laquelle elle concoure, We Will Rave, est publiée le 1er mars 2024 par le label Universal et est écrite par Anderz Wrethov, Jimmy Thörnfeldt, Julie Aagaard et Thomas Stengaard.

## À l'Eurovision
Lors du tirage au sort des demi-finales effectué le 30 janvier 2024, l'Autriche a été répartie dans la première moitié de la deuxième demi-finale qui se déroulera le 9 mai 2024 et à laquelle voteront l'Espagne, la France et l'Italie ainsi que le « reste du monde ». À l’issue de la deuxième demi-finale, le pays se qualifie pour la grande finale qui se déroule le 11 mai 2024. Il terminera cependant à la 24ème et avant-dernière place lors de celle-ci. 